# Балики (Польща)
Балики (пол. Baliki) — село в Польщі, у гміні Новоґруд Ломжинського повіту Підляського воєводства.
У 1975-1998 роках село належало до Ломжинського воєводства.